# Kanton Mont-Saint-Aignan
Kanton Mont-Saint-Aignan (fr. Canton de Mont-Saint-Aignan) je francouzský kanton v departementu Seine-Maritime v regionu Horní Normandie. Skládá se pouze z obcí Mont-Saint-Aignan a Déville-lès-Rouen.